# Charles Pirmez

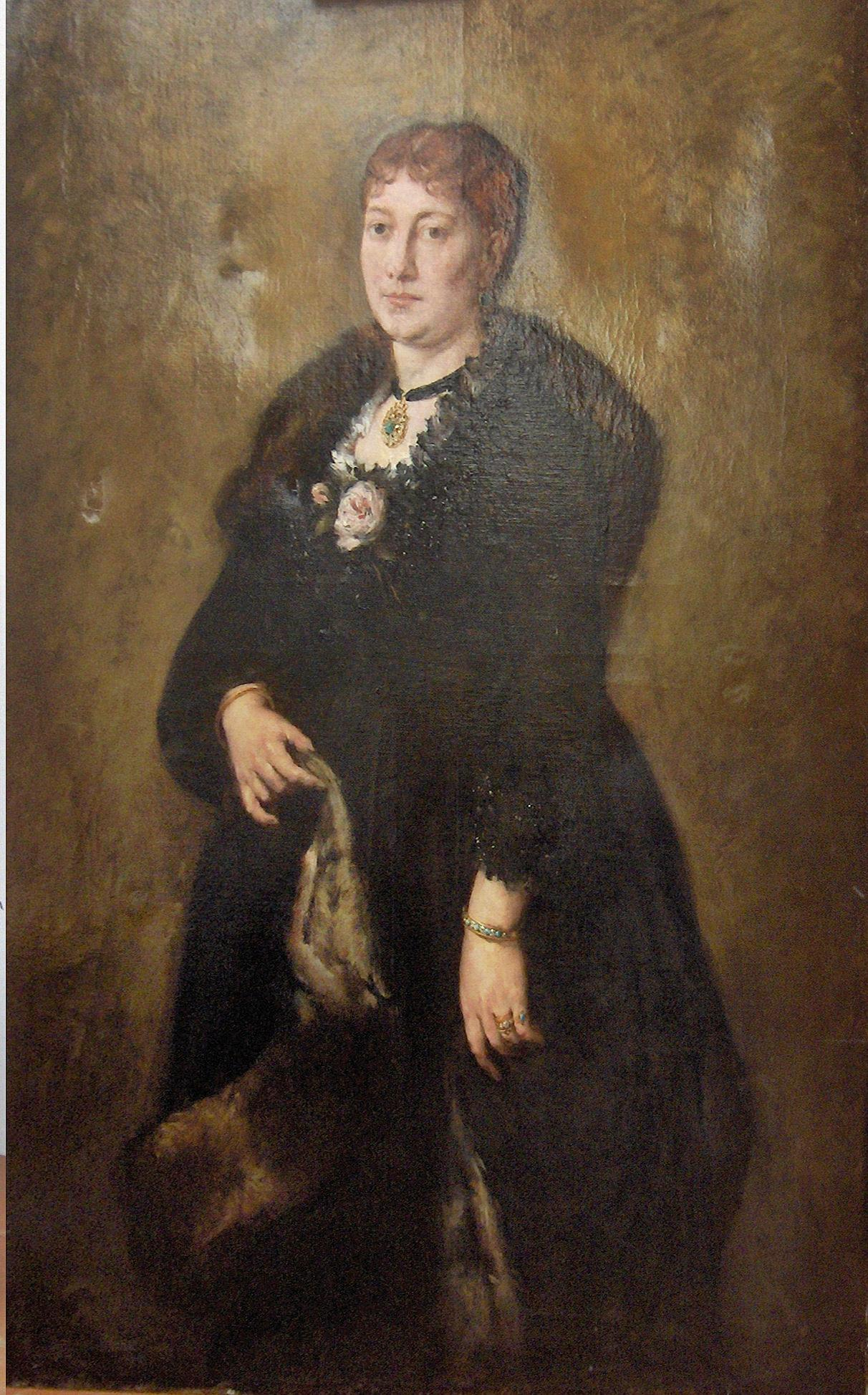
Portret van een dame (1880)

Charles Pirmez was een Belgische kunstschilder uit de tweede helft van de 19de eeuw.
Er zijn niet veel gegevens over hem bekend. Hij was actief in Brussel in de tweede helft van de 19de eeuw. Hij heeft deelgenomen aan de "Exposition Générale des Beaux-Arts" in Brussel in 1884.
Hij was in hoofdzaak een portretschilder, gaande van burgers uit hogere kringen tot exotische portretten, maar hij schilderde eveneens stillevens en marines.
Zijn werken behalen tamelijk hoge prijzen op veilingen zoals "Een portret van een Moor" (1873) (verkocht bij Sotheby's in Parijs voor 7.500 €), "Jonge Oriëntaalse bij een put" (1873) (geveild voor 4.877 €), "Zeelui naast boeien aan de Noordzee" (geveild voor 3.800 €)